# Девід Цукер
Девід Цукер (англ. David Zucker; нар. 16 жовтня 1947) — американський режисер, сценарист і продюсер.

## Ранні роки
Народився у місті Мілуокі (штат Вісконсин, США). Девід став одним із трьох дітей у єврейській родині забудовника нерухомості Бертона Цукера (1916—2008) та акторки Шарлотти Цукер (1921—2007), які були одружені 66 років: з 1941 року і до смерті Шарлотти у 2007. У Девіда є молодший брат-режисер Джеррі Цукер (нар. 1950) та сестра-акторка Сьюзан Бреслау (нар. 1946). Девід та його молодший брат Джеррі навчалися у середній школі міста Шорвуд (Shorewood High School, округ Мілуокі), яку Цукер-старший закінчив у 1965 році, після чого вступив до університету Вісконсіна, закінчивши його у 1971 році.

## Кар'єра
У 1971 році Девід разом з братом, а також їхніми спільними друзями Джимом Абрахамсом і Діком Чадноу утворили театральну трупу The Kentucky Fried Theater у Мадісоні і вже 1972 року переїхали до Голлівуду, де спочатку виступали зі своїм скетч-шоу, протягом кількох років став найпопулярнішою комедійною трупою Лос-Анджелеса. Після написання сценарію до фільму «Солянка по-кентуккійськи» (1977) трупа, яку трохи раніше залишив Чадноу, трансформувалася у тріо Цукер-Абрахамс-Цукер. Утрьох вони зняли такі фільми, як «Аероплан!» (1980), «Цілком таємно!» (1984) та «Безжальні люди» (1986). У 1988 році Джим Абрахамс і брати Цукер за сприяння Пета Профта написали сценарій до фільму «Голий пістолет», який став сольним режисерським дебютом Девіда Цукера. Починаючи з цього періоду, учасники тріо ЦАЦ зайнялися сольною творчою діяльністю.
Цукер почав більше зосереджуватися на політиці, починаючи з 2004 року, коли він почав працювати над політичною рекламою для Республіканської партії. У 2008 році він зняв політичну пародію «Американська пісня»[7]. У 2015 році він зняв відео під назвою Side Effects, у якому атакував президента Барака Обаму за ядерну угоду з Іраном у формі пародійної реклами ліків, що відпускаються за рецептом. У 2017 році Цукер заявив, що разом із Петом Профтом працює над сценарієм для четвертого фільму «Голий пістолет». У 2018 році він знявся в епізодичній ролі в телесеріалі «Непрактичні жартівники» з прихованою камерою, де він був у FaceTime разом із актором Джеймсом Мюрреєм, щоб розсмішити іншу людину.
У 2021 році Цукер оголосив про своє повернення до кіновиробництва, створивши новий фейковий фільм під назвою «Зірка Мальти».

## Особисте життя
У 1997 році Цукер одружився з Даніель Цукер, від якої у нього двоє дітей, Чарльз і Сара. Вони розлучилися в 2019 році, хоча до цього вони розлучені 10 років. Його молодший брат Джеррі є його партнером по зйомках. У братів Цукерів є сестра Сьюзан Бреслау. Коли у вересні 2014 року в інтерв'ю ВВС запитали, чи вірить він у Бога, Цукер відповів: «О так, я вірю в Бога. Я думаю, що є набагато більше доказів того, що Бог є, ніж того, що його немає. Я не вірю, що Мати Тереза і Гітлер ходять в одне й те саме місце. Я вірю в справедливість, можливо, не в цьому житті, але справедливість має бути. І якби Бога не було, я думаю, це було б дуже депресивно. Я хотів би вірити, що є».

## Екологізм
Цукер активний прихильник TreePeople з 1988 року і зараз є найдовшим безперервним членом правління (1990) в історії організації.
Девід Цукер прихильник сонячних та електричних автомобілів з 90-х років. «Я не можу скаржитися на смог у Лос-Анджелесі, якщо я цьому сприяю», — сказав Цукер Sun Sentinel у 1990 році